# 75555 Wonaszek
A 75555 Wonaszek (ideiglenes jelöléssel 1999 YW14) a Naprendszer kisbolygóövében található aszteroida. Sárneczky Krisztián és Kiss László fedezte fel 1999. december 31-én.